# Gol Impossível
Gol Impossível, ou Gol Incrível, é como ficou conhecido um gol marcado pelo futebolista brasileiro Jose Maria Cervi — mais conhecido por Russo — no ano de 1949, após o mesmo cobrar escanteio, ir correndo para a área, e marcar um gol de cabeça, sem a bola tocar antes em ninguém.

## O gol
| “ | "Faltavam 3 minutos para o fim do jogo e estávamos perdendo por 2 a 1. Teve então um escanteio e eu cobrei. Bati na bola e sai correndo em direção a área para pegar o rebote. Mas estava ventando um pouco. Quando vi, antes de a bola bater em alguém, cabeceei. Caí com ela dentro do gol." | ” |

Na tarde do dia 28 de agosto de 1949, no campo da rua Regente Feijó, em Piracicaba-SP, XV de Piracicaba e Santos F.C disputavam uma partida válida pelo Campeonato Paulista daquele ano. Aos 41 minutos do segundo tempo do jogo, o XV perdia para o Santos por 2 a 1, quando o lendário lance aconteceu.
Escanteio para o XV de Piracicaba, e Russo é encarregado da cobrança. Ventava muito, ele cobrou muito alto. Antes que qualquer outro jogador tocasse a bola, Russo correu para a área no meio dos outros jogadores, subiu de cabeça e fez o gol de empate. O árbitro da partida, o inglês Percy Snap, atrapalhado, validou o lance irregular.
| “ | “Mister Snap errou, sei disso, pois eu toquei duas vezes na bola, mas pelo menos fiz um gol no mínimo inusitado. Até hoje me perguntam como foi o lance.” | ” |

Como apenas há relatos sobre o fato - não há imagens do gol, que aconteceu em 1949, antes da chegada da TV ao Brasil - muitos acreditam tratar-se de uma lenda. Porém, segundo o jornalista Leo Batista, então narrador de uma rádio de Piracicaba, e testemunha do jogo,
Russo realmente fez o impossível. Ele afirma que o gol - feito de forma irregular - causou revolta em todo o time santista, que "queria matar o árbitro". Há ainda outras testemunhas da partida que defendem que o gol não ocorreu após uma cobrança de escanteio, mas sim após uma falta cobrada próxima da linha de fundo(o que não tiraria o crédito de "gol impossível" ao lance). Já segundo relatos da partida feita pelo jornal Folha da Manhã, Russo realmente marcou o gol de cabeça, mas quem cobrou escanteio foi o jogador Gatão.

### Na mídia
Poucos meses antes do centenário do XV de Piracicaba, o gol foi tema de uma matéria do Esporte Espetacular, da Rede Globo. Segundo o autor do gol, “o (jornalista) Pedro Bassan veio a Piracicaba e me chamou para explicar o fato, numa simulação. O Arnaldo César Coelho não acreditou na história e me deu cartão vermelho.”
Em 2013, foi lançado o livro “XV 100 Anos Destemido e Valente”, em que estão reunidos vários episódios ocorridos no centenário do Xv de Piracicaba, entre eles o famoso gol.

### Cientificamente possível
O professor Francisco Eduardo Gontijo Guimarães, do Instituto de Física da USP de São Carlos, para uma reportagem da Super Interessante, explicou como o lance pode ocorrer, “O ângulo do chute na bola deve ser em torno de 60º para cima, praticamente impossível numa cobrança de escanteio. E a bola deve alcançar uma altura de 29m.” Para ele, Russo só consegui fazer o gol “pois contou com a ajuda de ventos fortes no dia do jogo e do efeito da bola.”.